# Sindaci di Tocco da Casauria
Di seguito l'elenco cronologico dei sindaci di Tocco da Casauria e delle altre figure apicali equivalenti che si sono succedute nel corso della storia.

## Regno delle Due Sicilie (1860-1861)
| Massimo Agresta | 21 ottobre 1860 | 1861 |

## Regno d'Italia (1861-1946)
| Sindaci nominati dal governo (1861-1890)                   | Sindaci nominati dal governo (1861-1890) | Sindaci nominati dal governo (1861-1890) | Sindaci nominati dal governo (1861-1890) | Sindaci nominati dal governo (1861-1890) |
| Nominativo                                                 | Partito                                  | Partito                                  | Mandato                                  | Mandato                                  |
| Nominativo                                                 | Partito                                  | Partito                                  | Inizio                                   | Fine                                     |
| ---------------------------------------------------------- | ---------------------------------------- | ---------------------------------------- | ---------------------------------------- | ---------------------------------------- |
| Giuseppe Papparella                                        | ?                                        | ?                                        | 1861                                     | 1866                                     |
| Liborio Santilli                                           | ?                                        | ?                                        | 1866                                     | 1º novembre 1870                         |
| Giovanni Presbiteri                                        | ?                                        | ?                                        | 2 novembre 1870                          | 24 dicembre 1878                         |
| Francesco De Sanctis                                       | ?                                        | ?                                        | 26 dicembre 1878                         | 24 agosto 1880                           |
| Massimo Agresta                                            | ?                                        | ?                                        | 25 agosto 1880                           | 9 febbraio 1882                          |
| Domenico Filomusi                                          | ?                                        | ?                                        | 10 febbraio 1882                         | 25 ottobre 1887                          |
| Massimo Agresta                                            | ?                                        | ?                                        | 26 ottobre 1887                          | 27 novembre 1888                         |
| Gennaro Caracciolo                                         | ?                                        | ?                                        | 28 novembre 1888                         | 11 gennaio 1890                          |
| Sindaci nominati dal Consiglio comunale (1890-1927)        |                                          |                                          |                                          |                                          |
| Nominativo                                                 | Partito                                  | Partito                                  | Mandato                                  | Mandato                                  |
| Nominativo                                                 | Partito                                  | Partito                                  | Inizio                                   | Fine                                     |
| Pasquale Sangiovanni                                       | ?                                        | ?                                        | 12 gennaio 1890                          | 28 agosto 1895                           |
| Cedino Bonanni                                             | ?                                        | ?                                        | 29 agosto 1895                           | 20 febbraio 1900                         |
| Carlo Ciamponi                                             | ?                                        | ?                                        | 21 febbraio 1900                         | 5 luglio 1900                            |
| Vincenzo Angelantoni                                       | ?                                        | ?                                        | 6 luglio 1900                            | 24 maggio 1903                           |
| Fortunato Angelantoni                                      | ?                                        | ?                                        | 25 maggio 1903                           | 2 marzo 1907                             |
| Carlo Di Giulio                                            | ?                                        | ?                                        | 3 marzo 1907                             | 13 giugno 1909                           |
| ? De Vincentiis (Commissario prefettizio)                  | –                                        | –                                        | 14 luglio 1909                           | 12 novembre 1909                         |
| Emilio Cattaneo (Commissario prefettizio)                  | –                                        | –                                        | 13 novembre 1909                         | 24 giugno 1910                           |
| Domenico Filomusi                                          | ?                                        | ?                                        | 25 giugno 1910                           | 3 luglio 1911                            |
| Carlo Di Giulio                                            | ?                                        | ?                                        | 4 luglio 1911                            | 14 giugno 1912                           |
| Beniamino Toro                                             | ?                                        | ?                                        | 15 giugno 1912                           | 16 gennaio 1914                          |
| Carlo Di Giulio                                            | ?                                        | ?                                        | 17 gennaio 1914                          | 15 ottobre 1915                          |
| Giovanni Lupone                                            | ?                                        | ?                                        | 16 ottobre 1915                          | 26 luglio 1916                           |
| Domenico Lattanzio                                         | ?                                        | ?                                        | 27 luglio 1916                           | 7 marzo 1920                             |
| Beniamino Toro (Commissario prefettizio)                   | –                                        | –                                        | 8 marzo 1920                             | 5 novembre 1920                          |
| Beniamino Toro                                             | ?                                        | ?                                        | 6 novembre 1920                          | 16 maggio 1924                           |
| Gaetano Salerni (Commissario prefettizio)                  | –                                        | –                                        | 17 maggio 1924                           | 26 settembre 1924                        |
| Antonio Console                                            | ?                                        | ?                                        | 27 settembre 1924                        | 12 febbraio 1926                         |
| Gaetano Bonanni (Commissario regio)                        | –                                        | –                                        | 13 febbraio 1926                         | 26 marzo 1926                            |
| Smeraldo Di Giulio (Commissario prefettizio)               | –                                        | –                                        | 27 marzo 1926                            | 21 aprile 1927                           |
| Podestà nominati dal governo (1927-1944)                   |                                          |                                          |                                          |                                          |
| Nominativo                                                 | Partito                                  | Partito                                  | Mandato                                  | Mandato                                  |
| Nominativo                                                 | Partito                                  | Partito                                  | Inizio                                   | Fine                                     |
| Giorgio Ventura                                            |                                          | Partito Nazionale Fascista               | 22 aprile 1927                           | 22 marzo 1929                            |
| Curzio Lippi (Commissario prefettizio)                     | –                                        | –                                        | 23 marzo 1929                            | 23 settembre 1929                        |
| Beniamino Toro                                             |                                          | Partito Nazionale Fascista               | 24 settembre 1929                        | 29 dicembre 1939                         |
| Gaetano Bonanni                                            |                                          | Partito Nazionale Fascista               | 30 dicembre 1939                         | 23 aprile 1943                           |
| Giuseppe Santilli (Commissario prefettizio)                | –                                        | –                                        | 24 aprile 1943                           | 1º ottobre 1943                          |
| Gaetano Bonanni                                            |                                          | Partito Nazionale Fascista               | 2 ottobre 1943                           | 7 luglio 1944                            |
| Sindaci del periodo costituzionale transitorio (1944-1946) |                                          |                                          |                                          |                                          |
| Nominativo                                                 | Partito                                  | Partito                                  | Mandato                                  | Mandato                                  |
| Nominativo                                                 | Partito                                  | Partito                                  | Inizio                                   | Fine                                     |
| Beniamino Toro                                             | ?                                        | ?                                        | 8 luglio 1944                            | 2 settembre 1944                         |
| Emilio Di Donato                                           | ?                                        | ?                                        | 3 settembre 1944                         | 26 marzo 1946                            |

## Repubblica Italiana (dal 1946)
| Sindaci eletti dal Consiglio comunale (1946-1994)          | Sindaci eletti dal Consiglio comunale (1946-1994) | Sindaci eletti dal Consiglio comunale (1946-1994)   | Sindaci eletti dal Consiglio comunale (1946-1994) | Sindaci eletti dal Consiglio comunale (1946-1994) | Sindaci eletti dal Consiglio comunale (1946-1994) |
| Nominativo                                                 | Partito                                           | Partito                                             | Mandato                                           | Mandato                                           | Elezione                                          |
| Nominativo                                                 | Partito                                           | Partito                                             | Inizio                                            | Fine                                              | Elezione                                          |
| ---------------------------------------------------------- | ------------------------------------------------- | --------------------------------------------------- | ------------------------------------------------- | ------------------------------------------------- | ------------------------------------------------- |
| Vittorio D'Angelo                                          |                                                   | Democrazia Cristiana                                | 27 marzo 1946                                     | 22 settembre 1949                                 | Elezione 1946                                     |
| Antonio Console                                            | 23 settembre 1949                                 | Democrazia Cristiana                                | 8 marzo 1950                                      |                                                   | Elezione 1946                                     |
| Mario Mania (Commissario prefettizio)                      | –                                                 | –                                                   | 9 marzo 1950                                      | 18 aprile 1951                                    | –                                                 |
| Mario Tria (Commissario prefettizio)                       | –                                                 | –                                                   | 19 aprile 1951                                    | 20 giugno 1951                                    | –                                                 |
| Italo Santilli                                             |                                                   | Democrazia Cristiana                                | 21 giugno 1951                                    | 9 giugno 1956                                     | Elezione 1951                                     |
| Italo Santilli                                             | 10 giugno 1956                                    | Democrazia Cristiana                                | 18 novembre 1960                                  | Elezione 1956                                     |                                                   |
| Italo Santilli                                             | 19 novembre 1960                                  | Democrazia Cristiana                                | 17 dicembre 1964                                  | Elezione 1960                                     |                                                   |
| Domenico Mascitti                                          |                                                   | Lista civica di centro-sinistra Civica              | 18 dicembre 1964                                  | 1º agosto 1966                                    | Elezione 1964                                     |
| Carmine Guardiani                                          | 2 agosto 1966                                     | Lista civica di centro-sinistra Civica              | 4 febbraio 1970                                   | Elezione 1966                                     |                                                   |
| Venturino Creati (facente funzioni)                        | 5 febbraio 1970                                   | Lista civica di centro-sinistra Civica              | 9 marzo 1970                                      | Elezione 1966                                     |                                                   |
| Eustachio Rischitelli (facente funzioni)                   | 10 marzo 1970                                     | Lista civica di centro-sinistra Civica              | 27 giugno 1970                                    | Elezione 1966                                     |                                                   |
| Francesco Farchione                                        |                                                   | Lista civica di centro-sinistra Ulivo               | 28 giugno 1970                                    | 2 ottobre 1972                                    | Elezione 1970                                     |
| Giuseppe Ciabotti (facente funzioni)                       | 3 ottobre 1972                                    | Lista civica di centro-sinistra Ulivo               | 26 febbraio 1973                                  |                                                   | Elezione 1970                                     |
| Francesco Farchione                                        | 27 febbraio 1973                                  | Lista civica di centro-sinistra Ulivo               | 29 ottobre 1974                                   |                                                   | Elezione 1970                                     |
| Vincenzo Rischitelli                                       | 30 ottobre 1974                                   | Lista civica di centro-sinistra Ulivo               | 14 luglio 1975                                    |                                                   | Elezione 1970                                     |
| Orazio Antonio Terzini                                     |                                                   | Lista civica di centro-sinistra Progresso e libertà | 15 luglio 1975                                    | 15 ottobre 1976                                   | Elezione 1975                                     |
| Spartaco Di Federico                                       | 16 ottobre 1976                                   | Lista civica di centro-sinistra Progresso e libertà | 9 luglio 1980                                     |                                                   | Elezione 1975                                     |
| Giuseppe Monacelli                                         |                                                   | Democrazia Cristiana                                | 10 luglio 1980                                    | 26 giugno 1981                                    | Elezione 1980                                     |
| Giovanni Di Giulio                                         | 27 giugno 1981                                    | Democrazia Cristiana                                | 21 giugno 1985                                    |                                                   | Elezione 1980                                     |
| Celestino Troiani                                          | 22 giugno 1985                                    | Democrazia Cristiana                                | 12 dicembre 1985                                  | Elezione 1985                                     |                                                   |
| Mario Eustachio Pettinella                                 | 13 dicembre 1985                                  | Democrazia Cristiana                                | 20 novembre 1989                                  | Elezione 1985                                     |                                                   |
| Gianfranco Pinti                                           |                                                   | Lista civica di centro-sinistra La torre            | 21 novembre 1989                                  | 19 novembre 1994                                  | Elezione 1989                                     |
| Sindaci eletti direttamente dai cittadini (dal 1994)       |                                                   |                                                     |                                                   |                                                   |                                                   |
| Nominativo                                                 | Lista                                             | Lista                                               | Mandato                                           | Mandato                                           | Elezione                                          |
| Nominativo                                                 | Lista                                             | Lista                                               | Inizio                                            | Fine                                              | Elezione                                          |
| Gianfranco Pinti                                           |                                                   | Lista civica di centro-sinistra Progresso per Tocco | 20 novembre 1994                                  | 28 novembre 1998                                  | Elezione 1994                                     |
| Maria Pina Di Roberto                                      |                                                   | Lista civica di centro-sinistra Progresso per Tocco | 29 novembre 1998                                  | 11 novembre 2001                                  | Elezione 1998                                     |
| Marino Eustachio Pinti (Vicesindaco facente funzioni)      | 12 novembre 2001                                  | Lista civica di centro-sinistra Progresso per Tocco | 26 maggio 2002                                    |                                                   | Elezione 1998                                     |
| Gianfranco Pinti                                           |                                                   | Lista civica di centro-sinistra Progresso per Tocco | 27 maggio 2002                                    | 27 maggio 2007                                    | Elezione 2002                                     |
| Riziero Zaccagnini                                         |                                                   | Lista civica di centro-sinistra Primavera toccolana | 28 maggio 2007                                    | 24 novembre 2010                                  | Elezione 2007                                     |
| Ida De Cesaris (Commissario prefettizio poi straordinario) | –                                                 | –                                                   | 25 novembre 2010                                  | 29 dicembre 2010                                  | –                                                 |
| Ida De Cesaris (Commissario prefettizio poi straordinario) | –                                                 | –                                                   | 30 dicembre 2010                                  | 16 maggio 2011                                    | –                                                 |
| Luciano Lattanzio                                          |                                                   | Lista civica di centro-destra Nuova vita per Tocco  | 16 maggio 2011                                    | 5 giugno 2016                                     | Elezione 2011                                     |
| Riziero Zaccagnini                                         |                                                   | Lista civica di centro-sinistra Primavera toccolana | 6 giugno 2016                                     | in carica                                         | Elezione 2016                                     |
| Riziero Zaccagnini                                         | Elezione 2021                                     | Lista civica di centro-sinistra Primavera toccolana | 6 giugno 2016                                     | in carica                                         |                                                   |